# Vogan
Vogan est une ville du Togo, chef-lieu de la préfecture de Vo dans la Région maritime . Sa population est d'un peu plus de 1 000 habitants.
La religion y est majoritairement vaudou. L'habitat typique est constitué de cases en argile rouge.
Vogan se situe à 45 km de Lomé.
L'économie repose sur l'élevage du porc et la culture des haricots. La ville dispose d’un dispensaire et d'écoles.
Vogan est actuellement[Depuis quand ?] dirigé par le Chef Canton Togbui Sénou Odzima KALIPÉ IV.[réf. nécessaire]

## Personnalités
- Didier Ahadsi (1970-), artiste soudeur et sculpteur, est né à Vogan.
- David Wonou Oladokoun : Préfet de Vo de 1996-1997[2]
- Ekoue Koumazan GOMADO Komi Pedanou : Alafia hounongan et Edan Hounongan  (Tradipatricien )à Akoumapé dans la préfecture de Vo 1959-2023